# Истинска измама
„Истинска измама“ (на английски: Knight and Day) е американска екшън комедия от 2010 г. на режисьора Джеймс Манголд, с участието на Том Круз и Камерън Диас, вторият им съвместен филм след „Ванила Скай“. Премиерата на филма в Съединените щати е на 24 юни 2010 г. от „Туентиът Сенчъри Студиос“.